# Malthonica rilaensis
Malthonica rilaensis là một loài nhện trong họ Agelenidae.
Loài này thuộc chi Malthonica. Malthonica rilaensis được miêu tả năm 1993 bởi Deltshev.